# 戴理德
魯拉尼什的達林男爵阿利斯泰爾·馬克林·達林，PC（英語：Alistair Maclean Darling, Baron Darling of Roulanish，1953年11月28日—2023年11月30日）是英國工黨籍政治家，曾任下議院蘇格蘭愛丁堡西南選區議員，2007年至2010年任財政大臣。早年在阿伯丁大学获得法学士学位，并先后获得苏格兰律师及大律师资格。
戴理德1982年参选进入弗尔柯克地区政府，1987年参选爱丁堡中央选区进入英国下议院。他是包括时任英國首相戈登·布朗在内的三个从工党1997年执政开始就一直作为内阁成员的政客之一。曾经先后担任社会保障部（后于其任期内改名为“就業及退休保障部”）、蘇格蘭事務部、運輸部及贸工部等大臣。2007年6月28日，在布朗上任首相后的第二天，他随即接任布朗而成为财政大臣，并被普遍认为是布朗最信赖的盟友。
2009年4月22日戴理德于下議院發表其第二份財政預算案。為了刺激汽車行業，宣布為擁有超過10年車齡汽車的車主，如果他們出售手上的舊車以購入新車，便可獲2000英鎊津貼。自下一納稅年度起，50%的納稅人可獲得總計超過15萬英鎊之優惠。

## 另見
- 英國內閣

| 官衔                   | 官衔                                            | 官衔               |
| ---------------------- | ----------------------------------------------- | ------------------ |
| 前任者： 威廉·渥德格雷 | 財政部首席秘書 1997年–1998年                    | 繼任者： 拜爾斯    |
| 前任者： 夏雅雯        | 社會保險大臣 後稱工作及退休金大臣 1998年–2002年 | 繼任者： 施安澤    |
| 前任者： 拜爾斯        | 交通大臣 2002年–2006年                          | 繼任者： 艾力生    |
| 前任者： 利凱琳        | 蘇格蘭事務大臣 2003年–2006年                    | 繼任者： 艾力生    |
| 前任者： 莊翰生        | 貿易及工業大臣 2006年–2007年                    | 繼任者： 約翰·赫頓 |
| 前任者： 白高敦        | 財政大臣 2007年 - 2010年                        | 繼任者： 歐思邦    |